# Lisa, Brașov
Lisa este satul de reședință al comunei cu același nume din județul Brașov, Transilvania, România.

## Istorie
- În 1866 veteranii Bătăliei de la Lissa au fost împroprietăriți aici cu loturi de pământ[necesită citare]. Localitatea Lisa exista cu acest nume, Lisa, în anul 1733, când episcopul unit al Blajului, Inocențiu Micu-Klein, a organizat un recensământ (o conscripțiune). În anul 1733, în Lisa erau recenzate 220 de familii (120 de familii de religie greco-catolică și 100 de familii de religie ortodoxă), cu alte cuvinte, în total, circa 1100 de persoane. Funcționau în Lisa anului 1733 două biserici: una unită și alta ortodoxă. Aflăm, din aceeași conscripțiune, numele preoților din Lisa: Bucur, Savul și Nicula (uniți) și Iuon, Iuon 2, Mihai și Văsi (ortodocși).[3]
- În 1765, satul a fost militarizat în întregime și a făcut parte din Compania a IX-a de graniță a Regimentului I de Graniță de la Orlat până în 1851 când Regimentul a fost desființat.

## Obiectiv memorial
Monumentul Eroilor Români din Primul Război Mondial. Monumentul, de tip obelisc, este amplasat în fața primăriei din satul Lisa și a fost ridicat de către săteni, în anul 1938, pentru cinstirea memoriei eroilor din localitate, căzuți în Primul Război Mondial. Monumentul, cu înălțimea de 3,5 m, este realizat din piatră sculptată, de formă paralelipipedică, surmontat de o pajură cu aripile desfășurate, care se sprijină pe o cască. Frontal, pe un fond canelat, este sculptată o cruce. În partea inferioară pe o placă de marmură se află inscripția votivă: „În amintirea eroilor morți în războiul pentru întregirea patriei și întărirea neamului“. Lateral sunt fixate plăcile cu numele a 67 de eroi. 

## Obiceiuri și tradiții
Localitatea Lisa este recunoscută în zonă pentru tradițiile și obiceiurile sale. Printre acestea se numără: 
- Ceata de Feciori din Lisa
- Datul în Strai
- Irozii
- Furatul porților
- Colindul de Bobotează

## Personalități
- Gheorghe Popa-Lisseanu, istoric, filolog român, membru al Academiei Române (* 1866 - † 1945)
- George Șerban, filolog, profesor și director al Liceului "Spiru Haret" din București, unchi al viitorului publicist Octavian Paler.
- Octavian Paler (* 1926 - † 2007),scriitor și publicist.
- Ilie Moldovan (* 1928, Albești, județul Mureș), teolog, profesor universitar, a fost preot in Lisa intre anii 1955-1970.
- Cornel Cațavei 1953, doctor în economie, expert financiar-bancar, evaluator, auditor financiar.
- Liviu Streza, preot în Lisa între anii 1970-1976, uns mitropolit al Ardealului sub numele ÎPS dr. Laurențiu Streza în 2006, născut în com. Sâmbăta de Sus, jud. Brașov

## Imagini

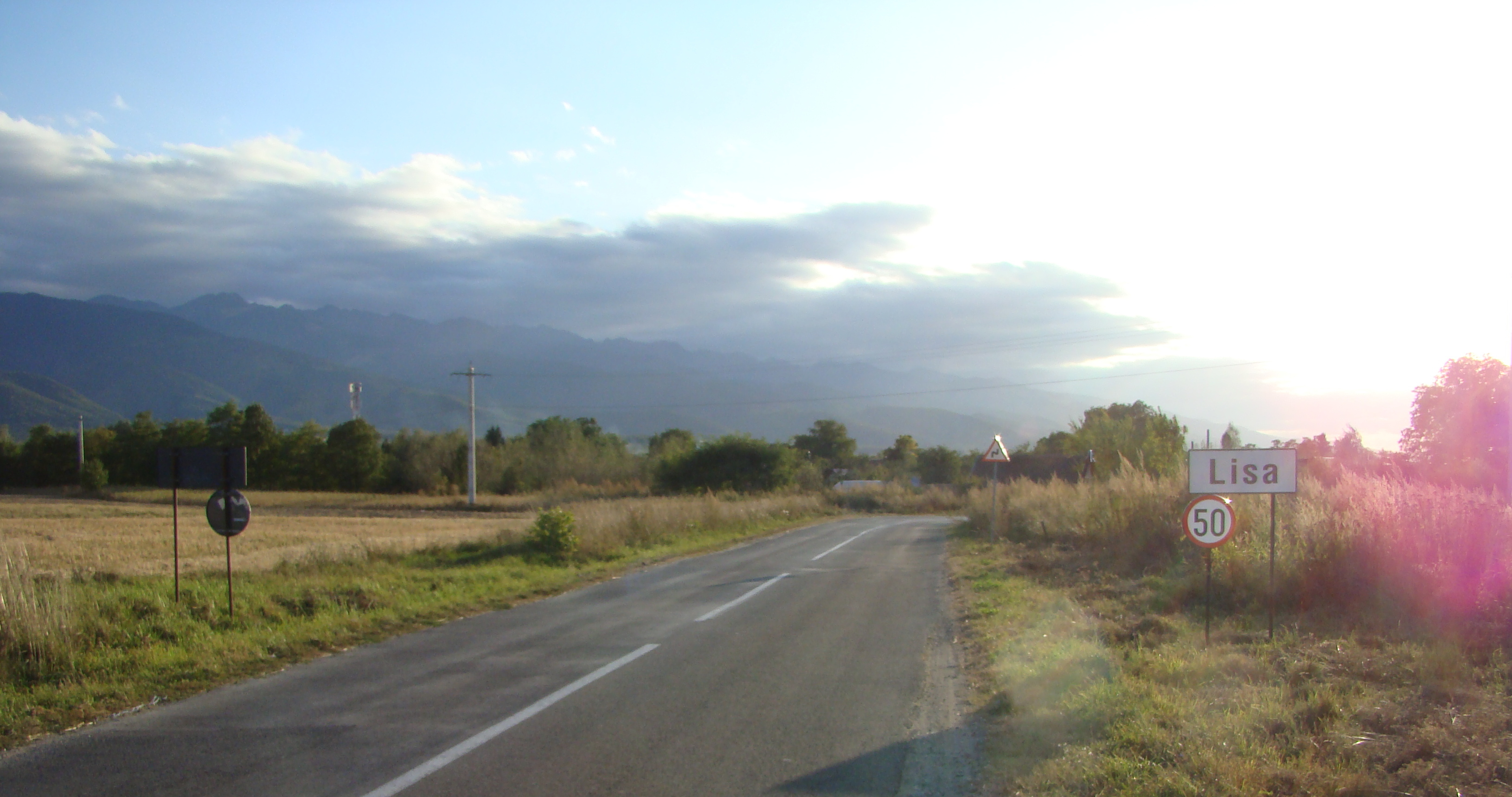
Intrarea în localitate
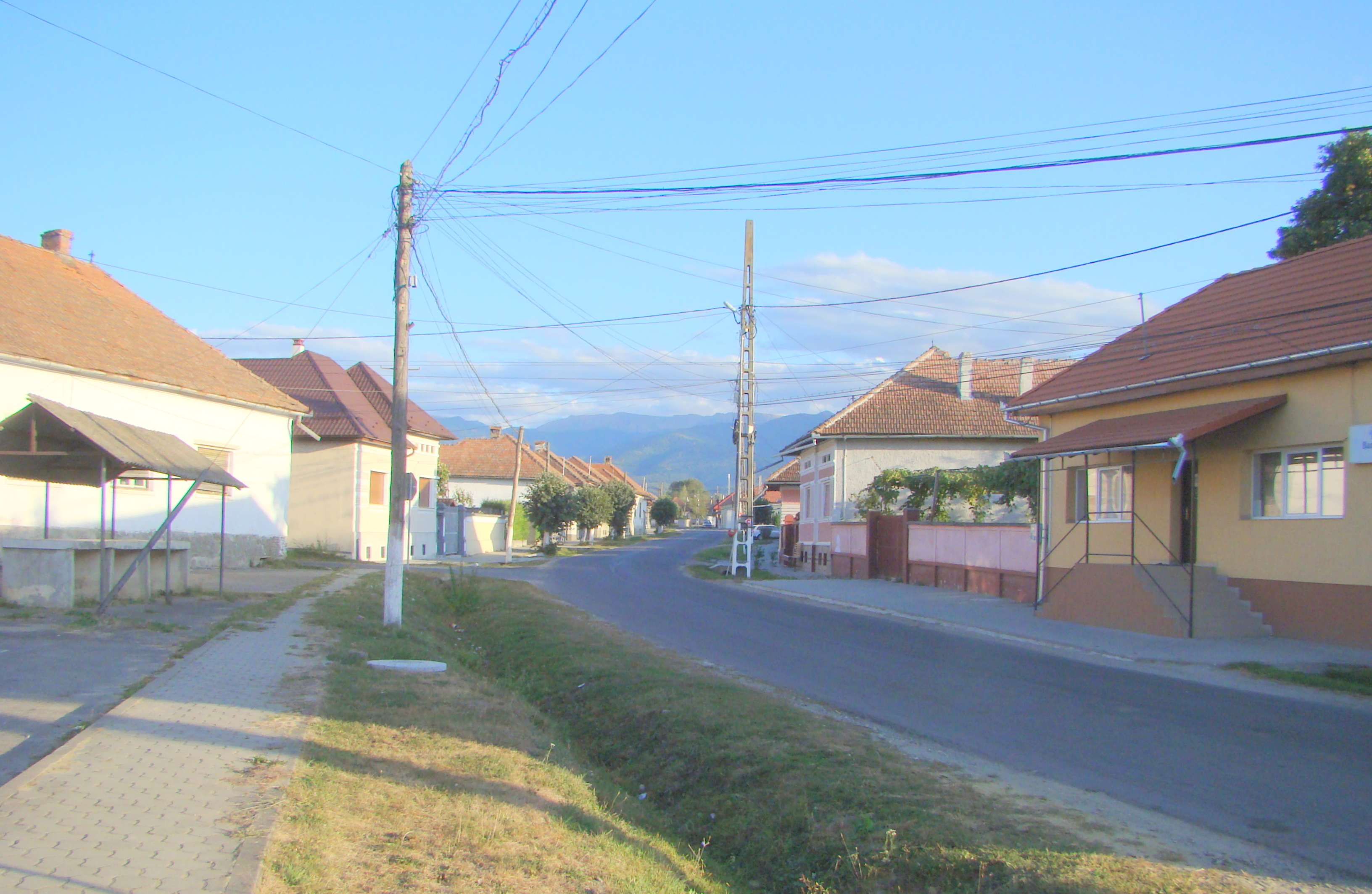
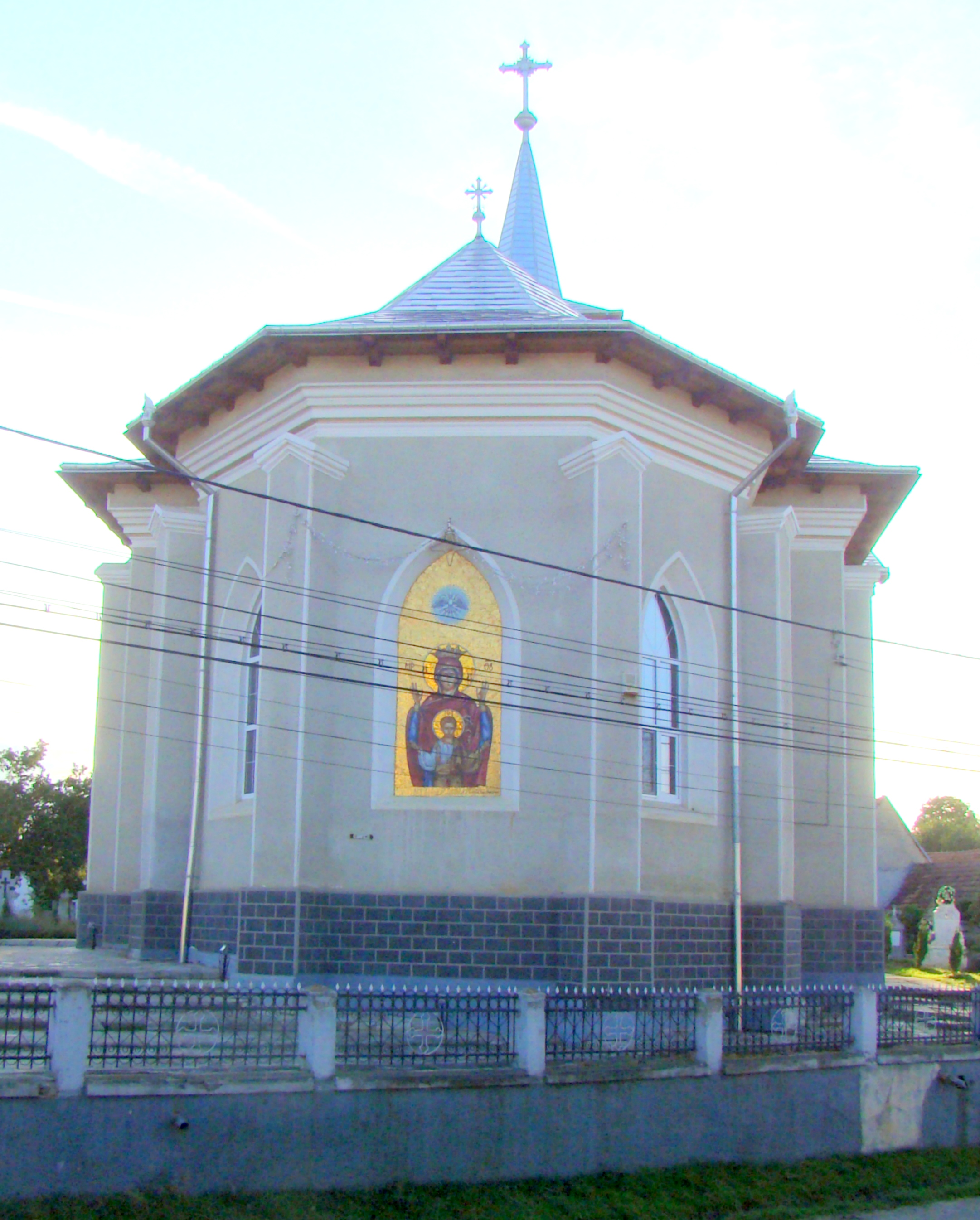
Biserica „Adormirea Maicii Domnului”
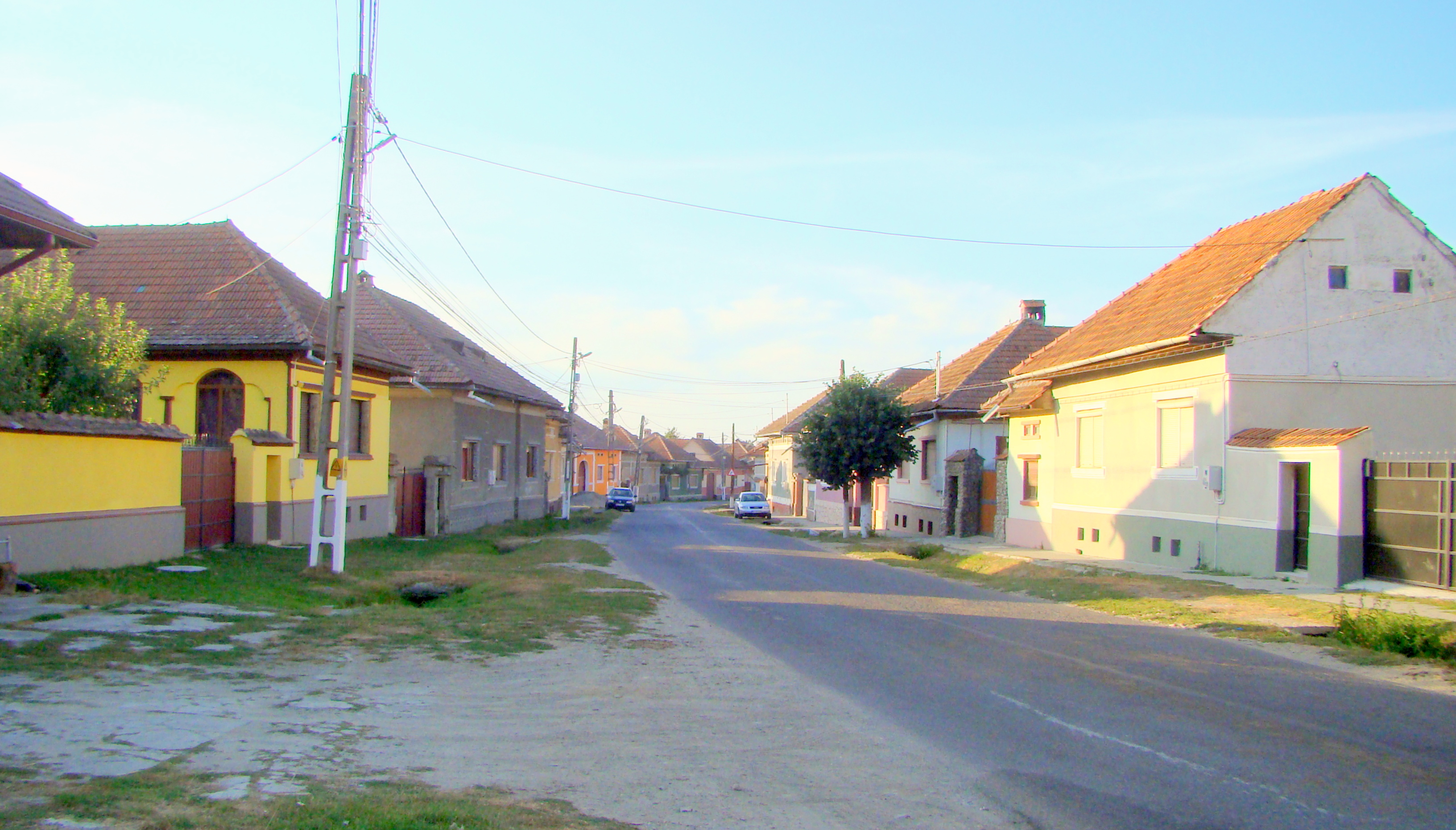